# موزه روباز استونی
موزه روباز استونی (استونیایی: Eesti Vabaõhumuuseum) یک موزه بازسازی شده در ابعاد واقعی یک دهکده روستایی/ماهیگیری در قرن هجدهم میلادی است که شامل کلیسا، مهمانسرا، مدرسه، چندین آسیاب، ایستگاه آتش‌نشانی، دوازده بهاربند و سوله در نزدیکی تالین، استونی است.
این مجموعه که ۷۲ هکتار زمین را دربرمی گیرد شامل حدود ۸۰ ساختمان مجزا است و در ۸ کیلومتری غرب مرکز شهر تالین در روک آل ماره واقع شده و در سال ۱۹۵۷ تأسیس شده‌است.
برنامه‌های تأسیس موزه اولین بار در سال ۱۹۱۳ مورد بحث و بررسی قرار گرفت زمانی که اهالی ادب و فرهنگ استونی با الهام از موزه‌های فضای باز اسکاندیناوی می‌خواستند چنین موزه ای را در استونی تأسیس کنند.

## نگارخانه

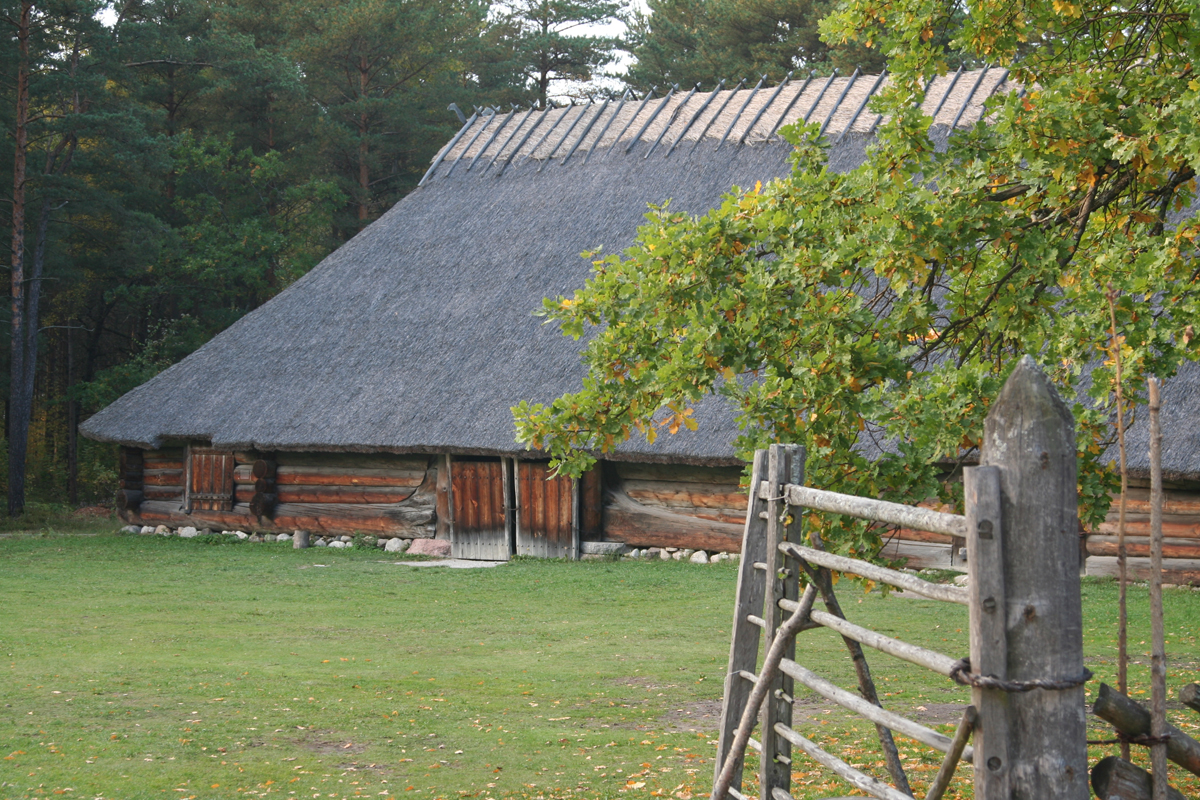
قدیمی‌ترین مزرعه موجود در موزه: ساسی یانی (قرن ۱۸-۱۹)
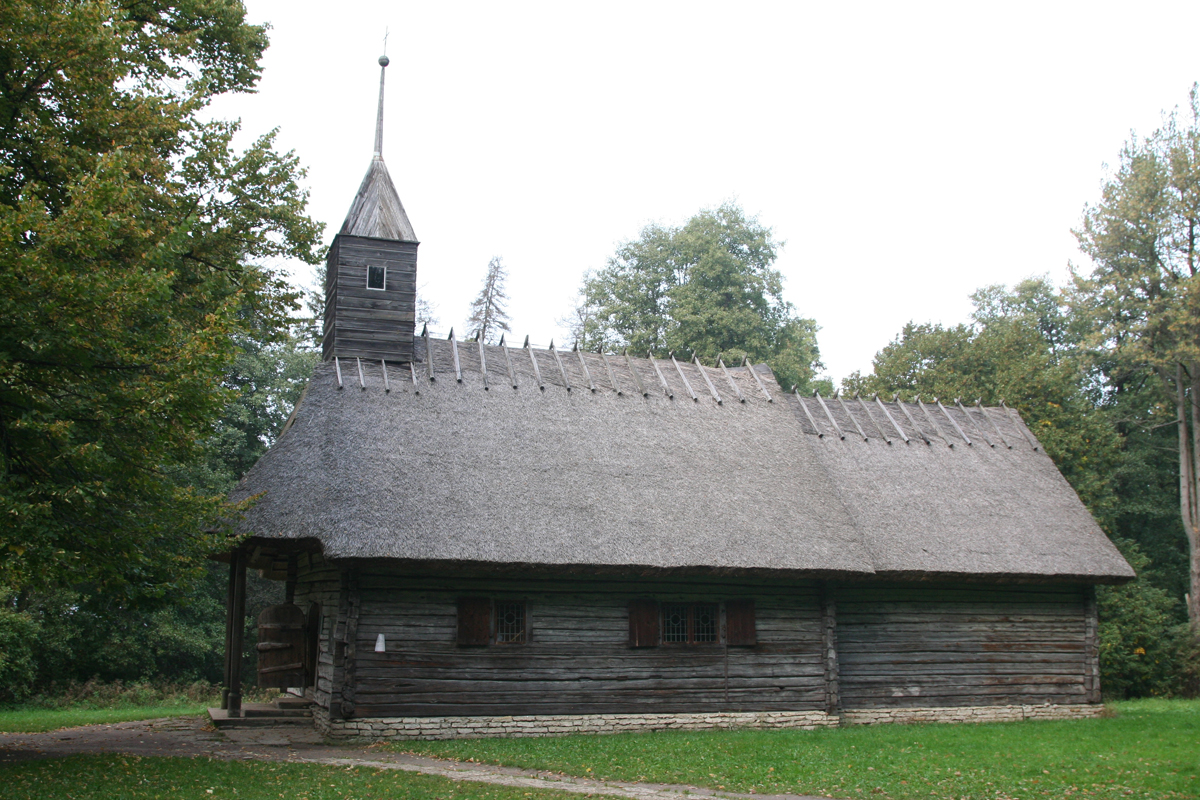
نمازخانه سوتلپا،  قرن ۱۹
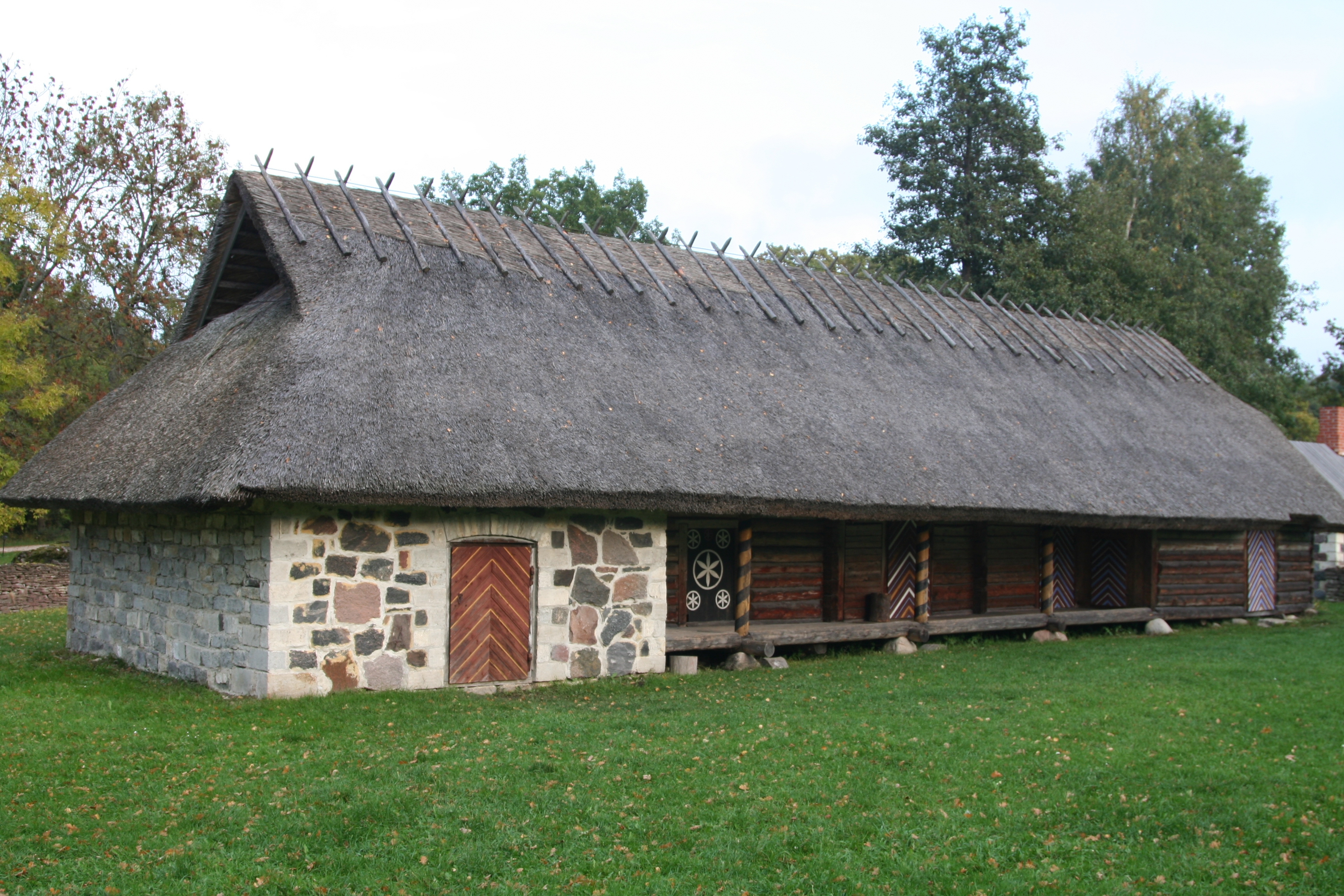
مزرعه یوری یاگو،  قرن ۱۹
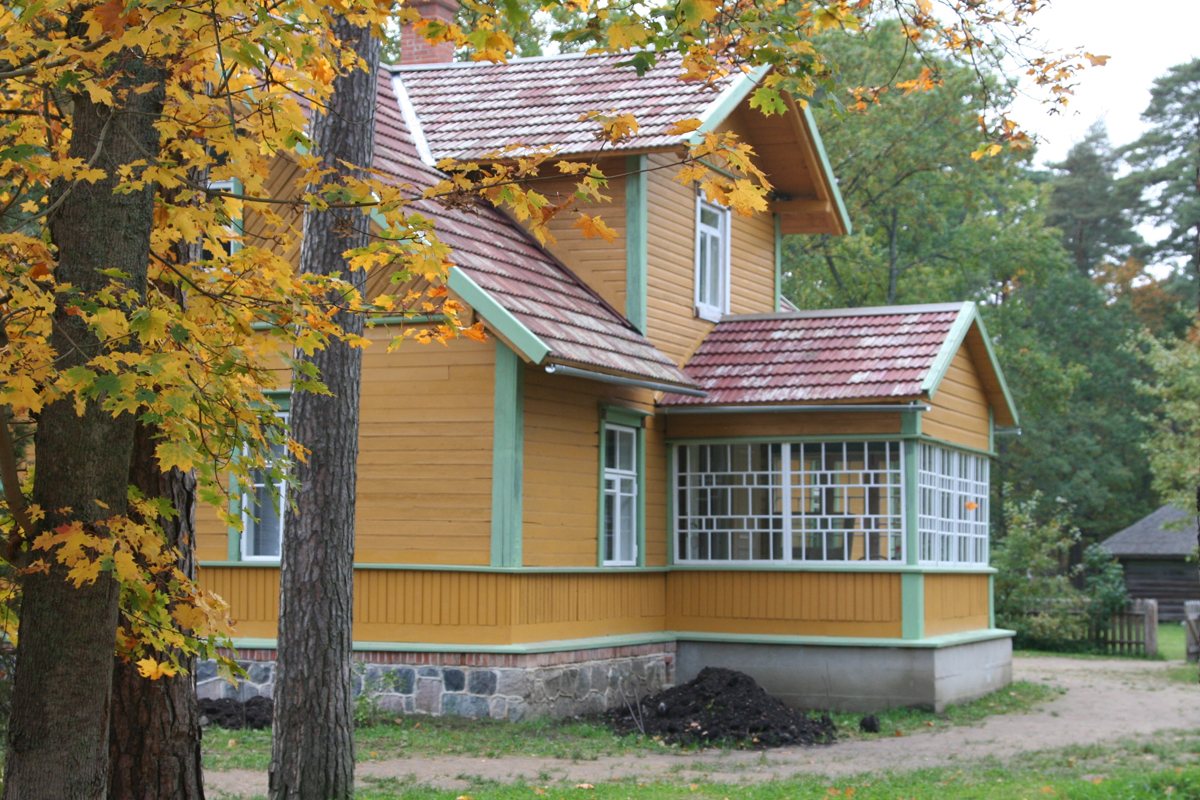
مزرعه کوتساری هاریاپئا،  دهه ۱۹۳۰
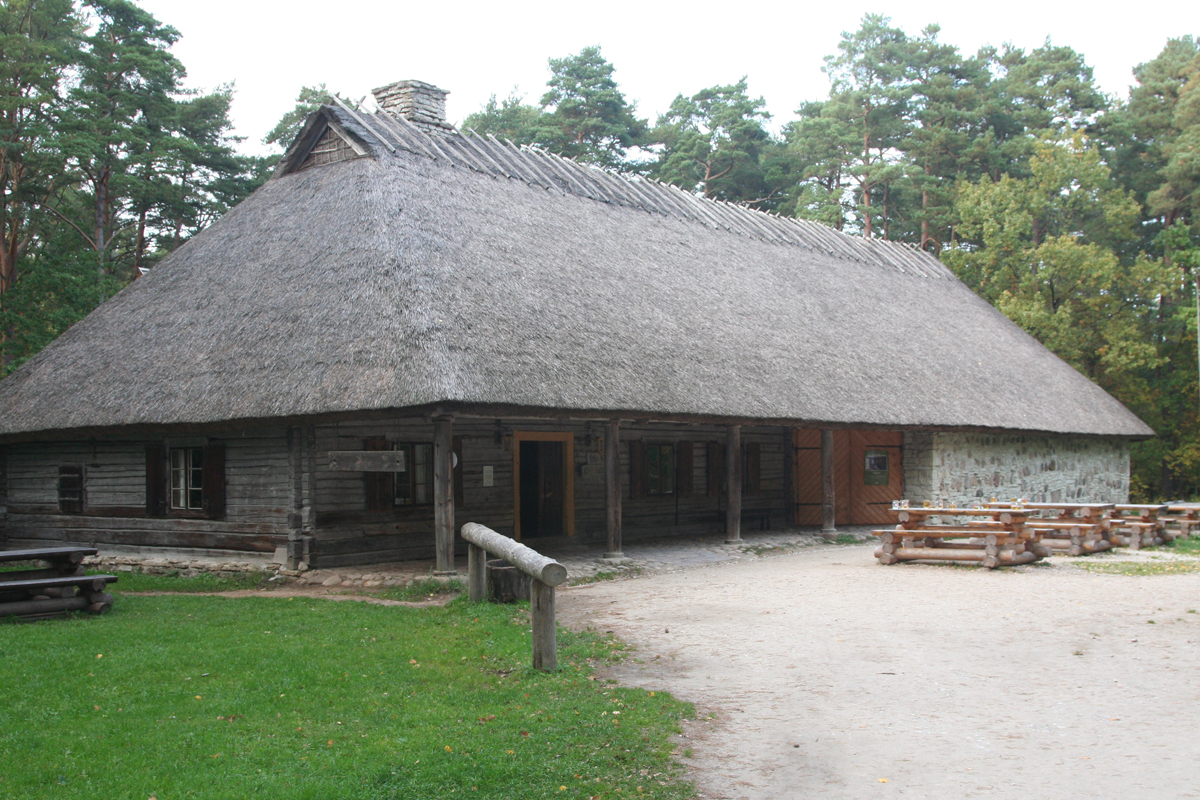
مهمانسرا کولو کورتس،  قرن ۱۹
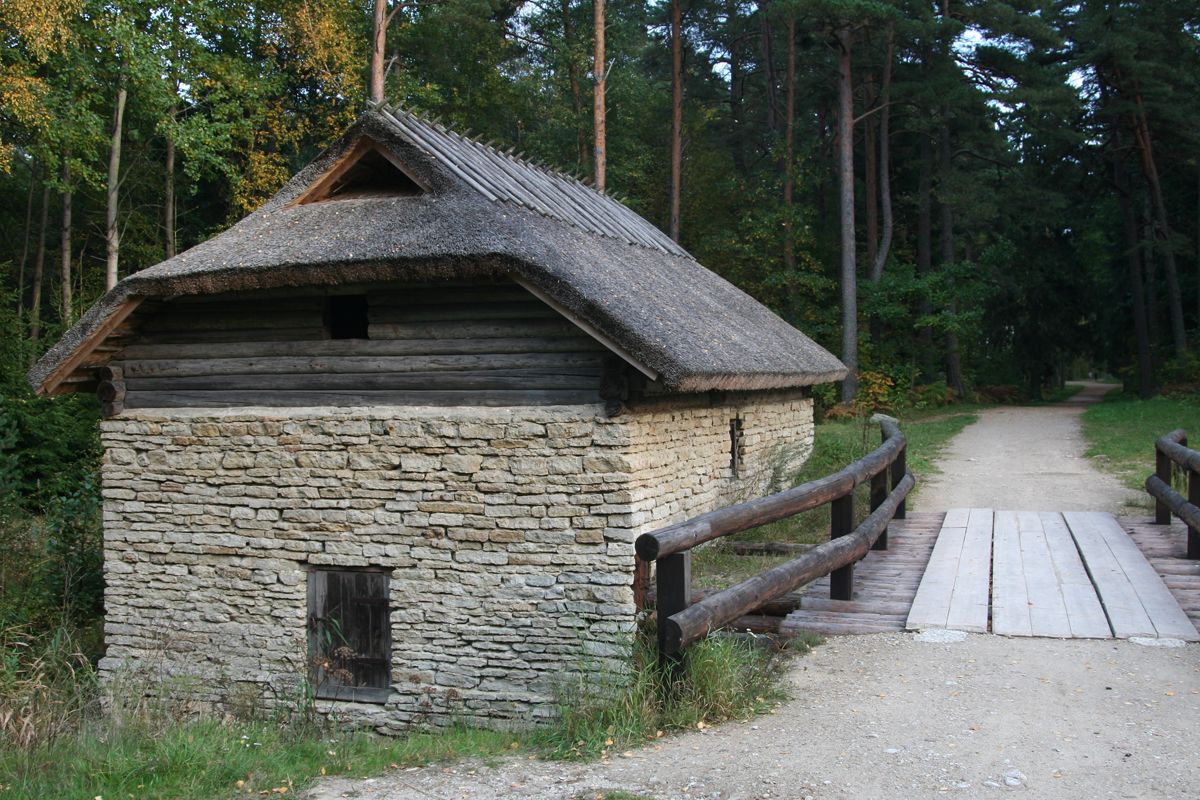
آسیاب آب کاهالا،  قرن ۱۹
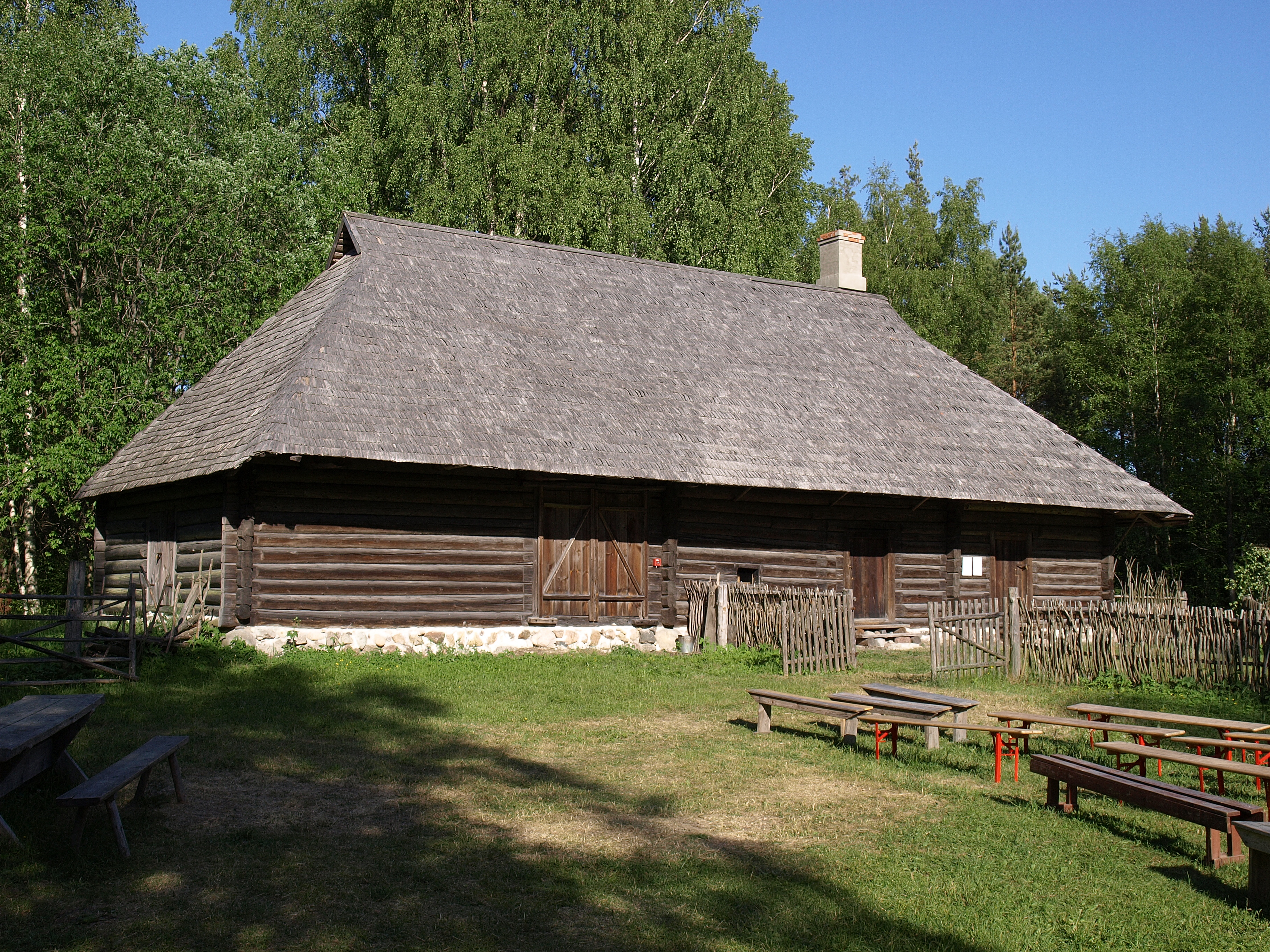
مزرعه‌ای از قرن ۱۹
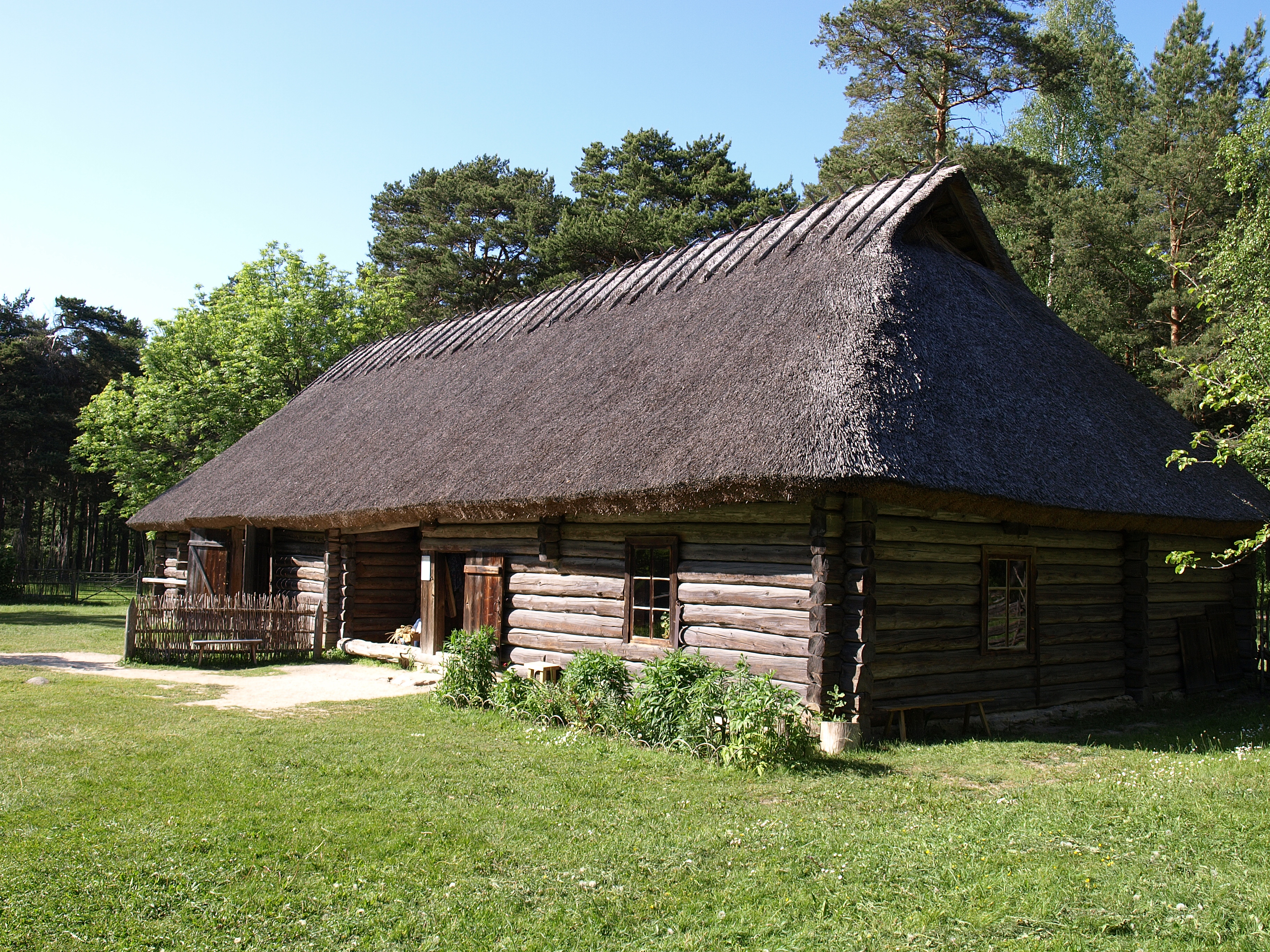
مزرعه‌ای از قرن ۱۹
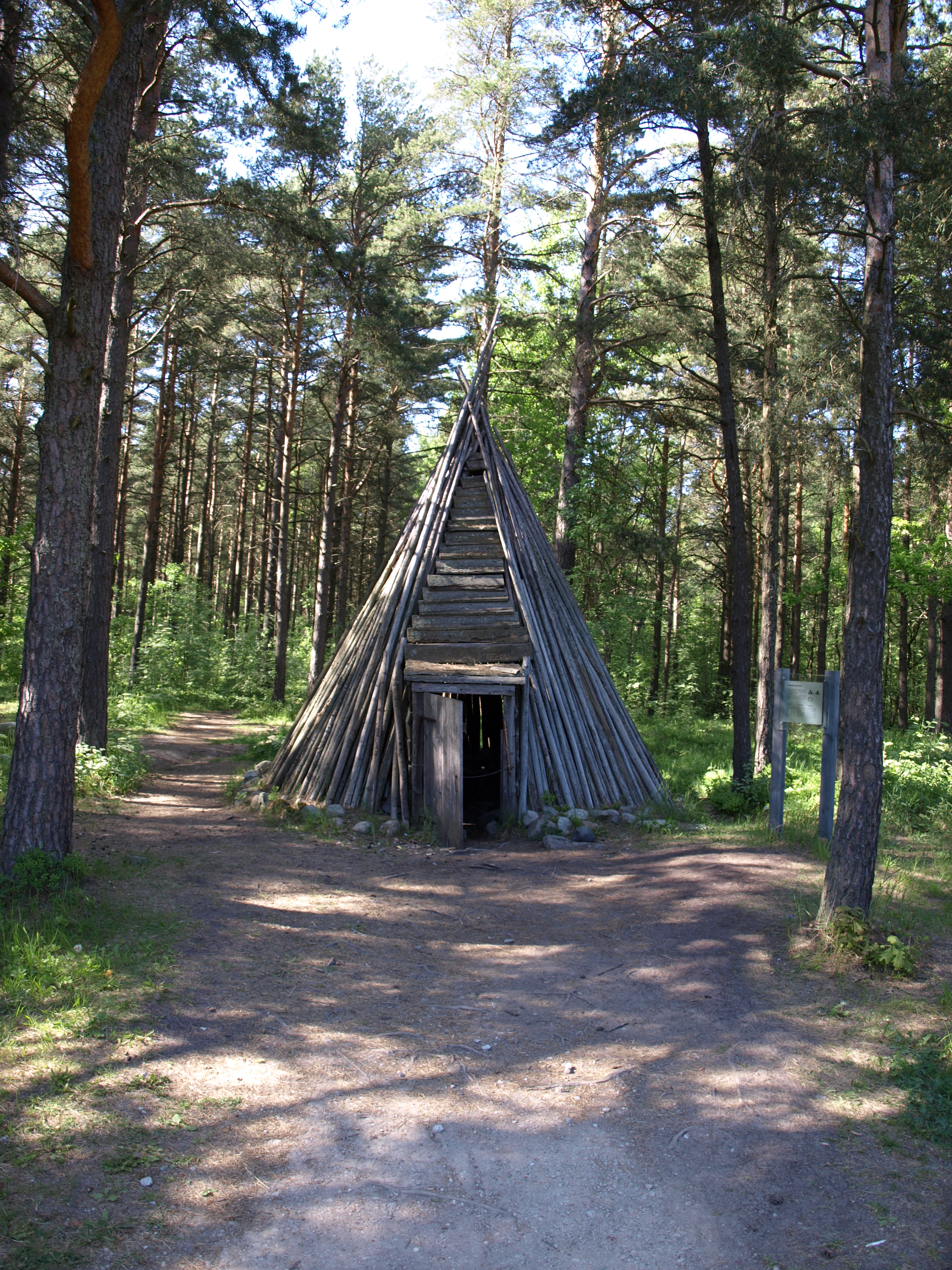
آشپزخانه تابستانی
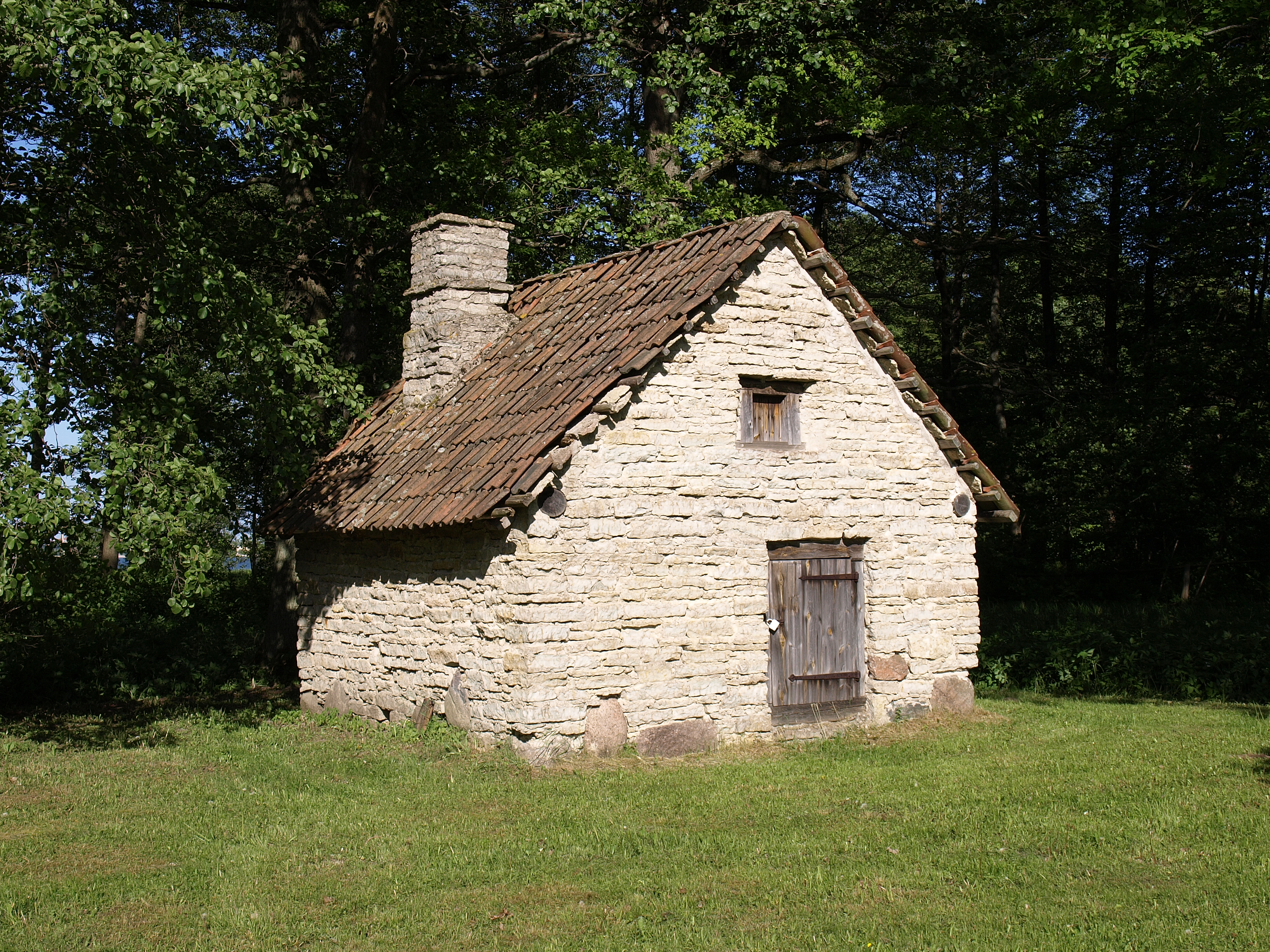
سونا استونیایی
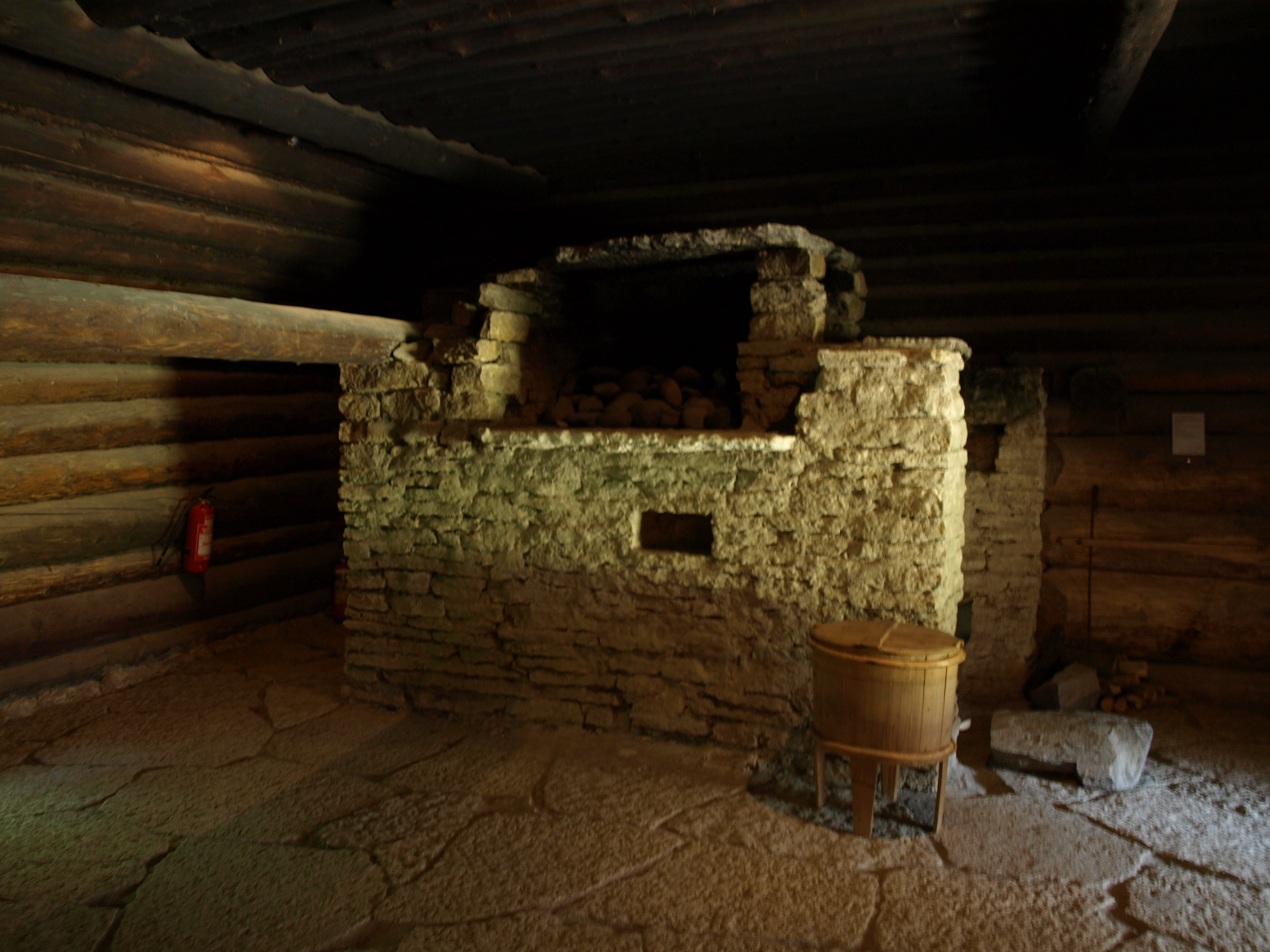
کوره و اجاق
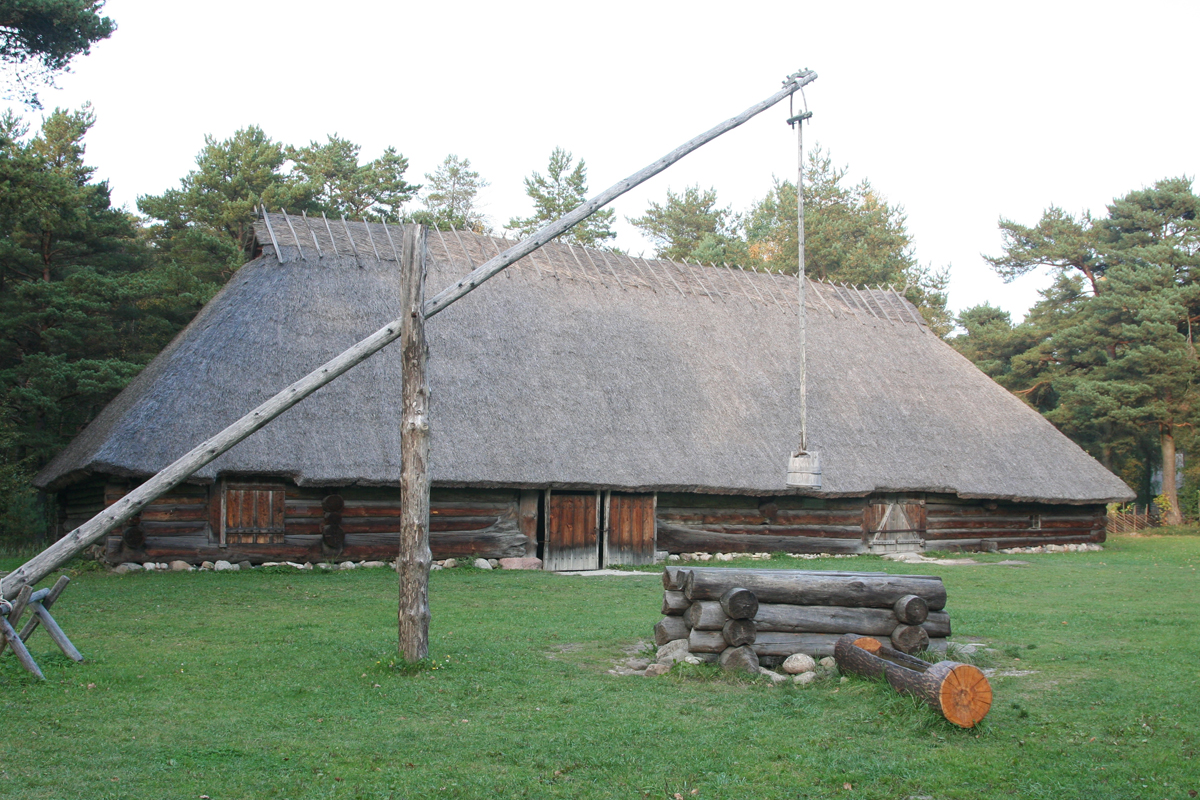
مزارع ساسی یانی
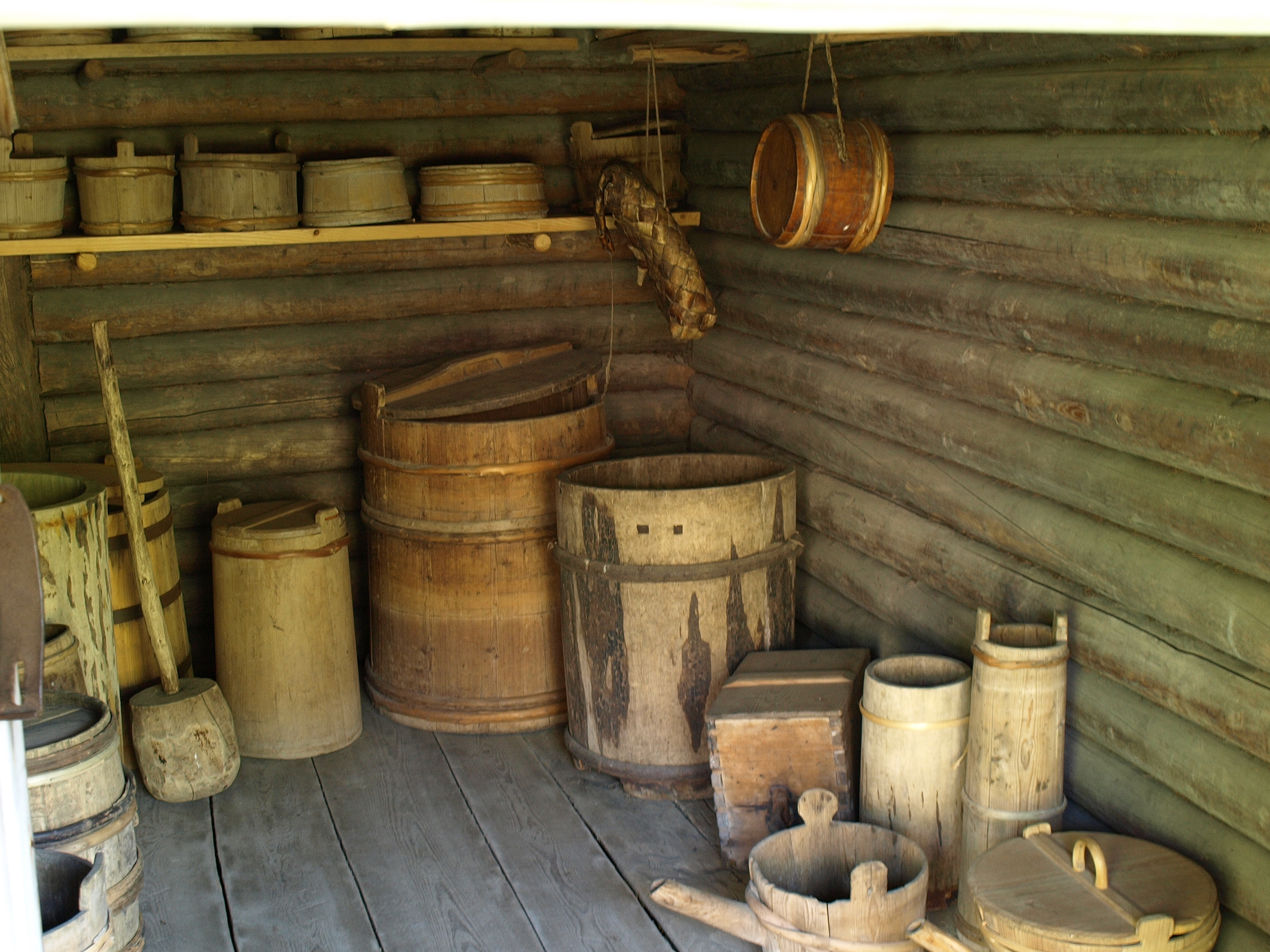
فروشگاه
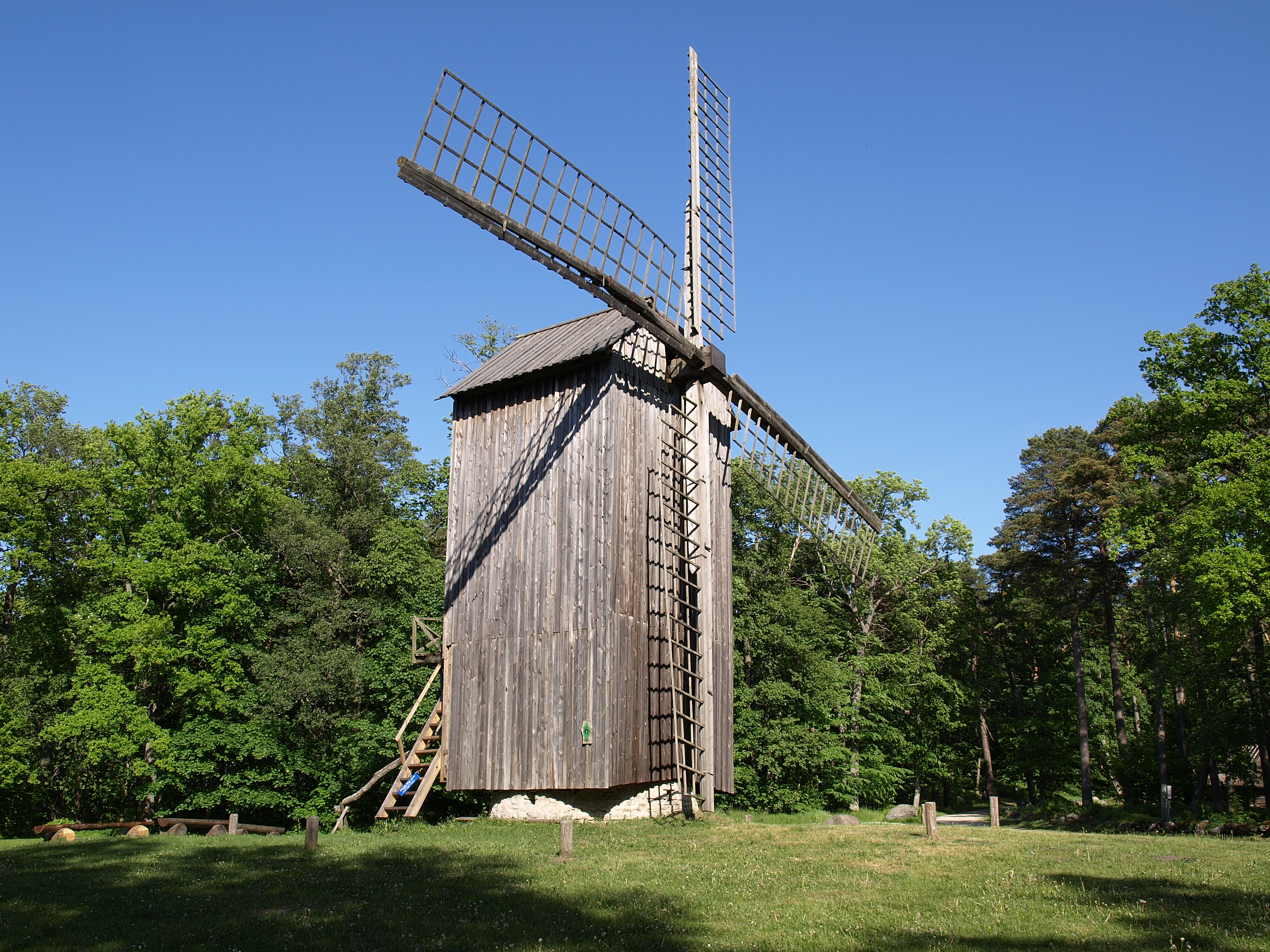
آسیاب بادی
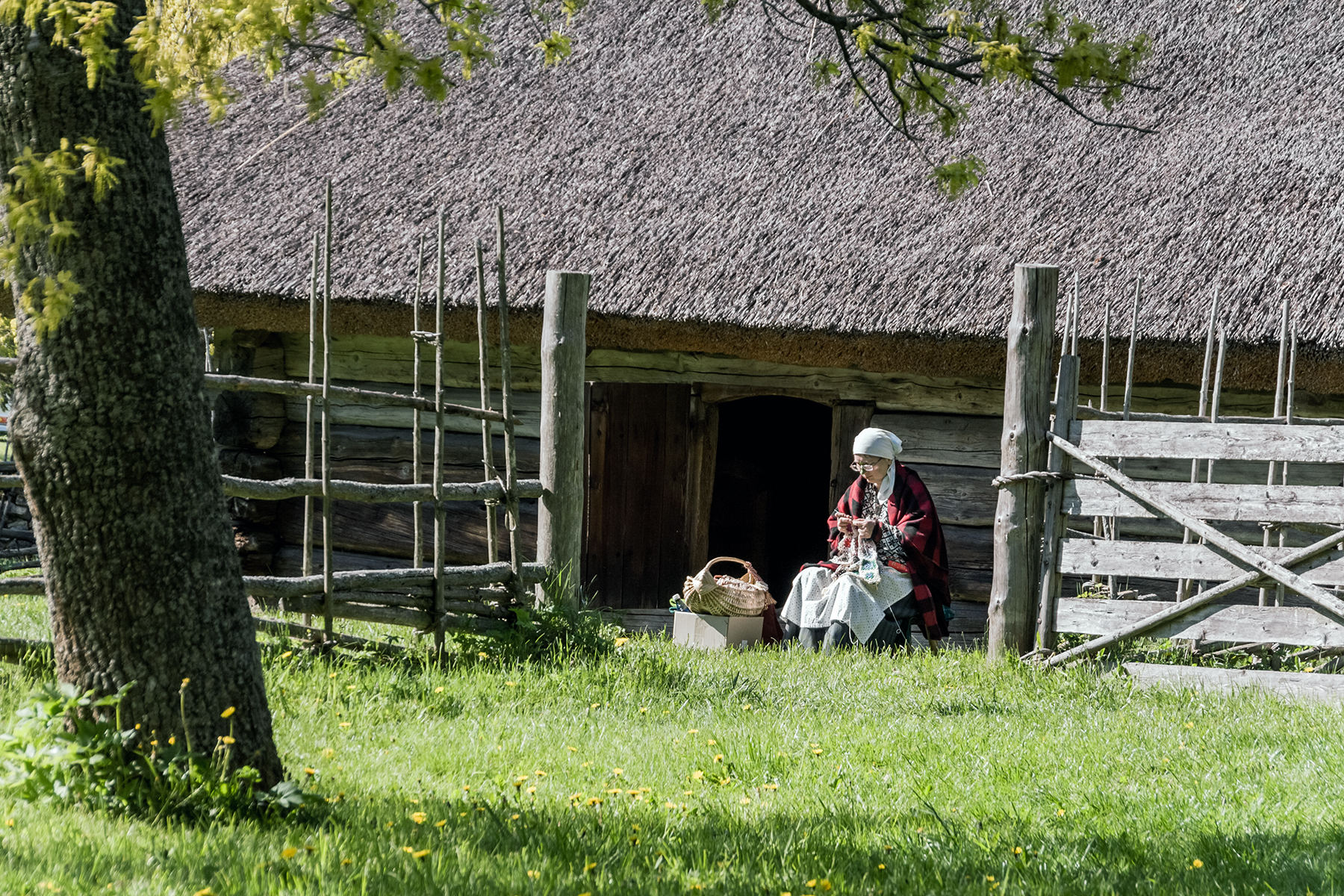
مزرعه‌ای از قرن ۱۹
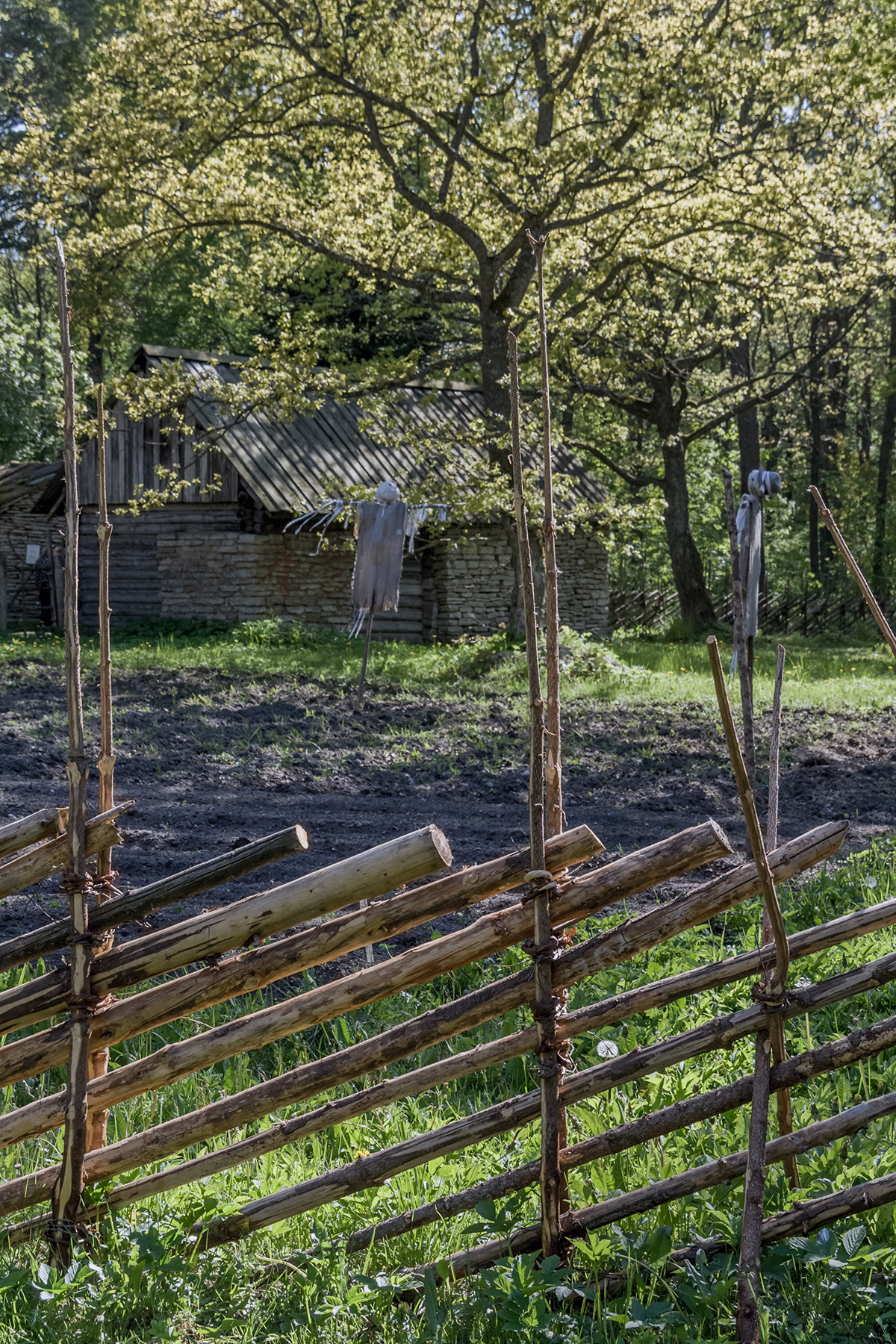
حصارکشی یک مزرعه